# Soziales Netzwerk (Internet)
Ein soziales Netzwerk ist ein Onlinedienst, der die Möglichkeit zu Informationsaustausch und Beziehungsaufbau bietet. Eine dadurch entstehende Online-Community bietet computervermittelte Kommunikation und digitale soziale Interaktion entsprechend den Möglichkeiten der jeweiligen Social Software (Plattform). Auf der technischen Grundlage eines sozialen Mediums (Social Media), das als Plattform zum wechselseitigen Austausch von Meinungen, Erfahrungen und Informationen eingesetzt wird, ergibt sich ein abgrenzbares soziales Netzwerk von Nutzern mit von ihnen erzeugten Inhalten (User-generated content).

## Bezeichnung
In anderen Sprachen wie bspw. Englisch oder Koreanisch ist die Bezeichnung social networking service (소셜 네트워크 서비스) üblich. Daher begegnet man manchmal der Abkürzung SNS. Weltweit, auch im Deutschen, umgangssprachlich am weitesten verbreitet ist allerdings die synonyme Verwendung von „Social Media“. Deutsche Begriffe wie „Gemeinschaftsportal“ oder „Online-Kontaktnetzwerk“ sind hingegen kaum gebräuchlich.

## Charakteristik
Grundlegende Funktionen so gut wie aller sozialen Netzwerke sind:
- Profilseite: eigenhändig erstellte Seite einer Person oder Organisation, mit diversen Einstellungen zur Sichtbarkeit für Mitglieder der Netzgemeinschaft oder generell der Öffentlichkeit des Netzes. Ein Profil kann z. B. ein Avatar-Bild und persönliche Daten über Alter, Geschlecht, Wohnort und Interessen und Hobbys enthalten. Ein weiteres Profilelement ist das Festlegen von Status-Meldungen, die Auskunft über die Lage oder Haltung einer Person geben sollen.
- Posten: Teilen von Inhalten („Posts“) wie z. B. Fotos, Streaming Media oder kurzen Textbeiträgen (Mikroblogging)
- Abonnieren bzw. Folgen/Followen: Abonnement („Abo“ bzw. Follow) anderer Profile (macht einen zum Follower dieser Person). Hohe Followerzahlen können (für Nichtprivatpersonen illegal) gegen Bezahlung erworben werden.[1]
- jemanden taggen: Verlinken des Profils eines anderen Benutzers in einem Beitrag („Nametagging“), häufig mit vorangestelltem @
- Kommentieren/Antworten: einen Beitrag zu einem bestimmten Beitrag verfassen
- Liken: positives Bewerten eines Beitrags
- Feed: individuelle Startseite, in der neue Beiträge von Abos bzw. Follows zusammengeführt werden
- Suche
- Benachrichtigungen: Hinweise über Neuigkeiten, z. B. über Likes und Kommentare auf eigene Beiträge
- Chat: Instant Messaging zwischen Benutzern (eine einzelne solche Nachricht in einem 1:1-Chat wird auch als DM oder PN bezeichnet)

Den Nutzern werden manchmal zusätzlich noch folgende Funktionen geboten:
- Gruppe: Netzwerk von Profilen
- Tag: Etikettieren eines Beitrags mit einem Stichwort, nach dem gesucht werden kann (z. B. in der Form eines Hashtags)
- Stories: spezielle Form der Posts, in denen Nutzer in kurzen zeitlich begrenzten Clips aus ihrem Alltag berichten können.[2]
- Filter und sonstige Bearbeitungswerkzeuge für Bilder und Videos
- Spiele innerhalb des Netzwerks

## Kategorisierung
Eine mögliche Kategorisierung beschreiben Schmidt & Taddicken (2016), indem sie zwei Einteilungen vornehmen.

### Nach Praktiken

#### Identitätsmanagement
Hierbei geht es darum, eigene Aspekte der eigenen Person zugänglich zu machen. Mögliche Funktionen könnten Ausfüllen einer Profilseite, Erstellen eines eigenen Podcasts etc. sein. Dadurch entsteht eine Selbstauseinandersetzung, welche sich in der Frage „Wer bin ich?“ als Entwicklungsaufgabe ausdrücken lässt.

#### Beziehungsmanagement
Hierbei geht es um die Pflege bestehender Kontakte und das Knüpfen neuer Kontakte. Beispielhafte Funktionen wären ein Kommentar zum Status-Update eines Kontaktes oder das Verlinken von Weblog-Einträgen. Dadurch entsteht eine Sozialauseinandersetzung, welche sich in der Frage „Wo ist mein Platz in der Gesellschaft?“ als Entwicklungsaufgabe ausdrücken lässt.

#### Informationsmanagement
Hierbei geht es um das Selektieren, Filtern, Bewerten und Verwalten von Informationen. Mögliche Funktionen wären das Taggen einer Website oder das Bewerten eines Videos durch Punktevergabe. Dadurch entsteht eine Sachauseinandersetzung, welche sich in der Frage „Wie orientiere ich mich in der Welt?“ als Entwicklungsaufgabe ausdrücken lässt.

### Nach Funktionen
Soziale Netzwerke beinhalten nicht nur eine der folgenden Funktionen, sondern können mehrere oder sogar alle dieser beinhalten. Eine der Funktionen ist dabei doch meistens vorherrschend.
1. Erstellen
2. Veröffentlichen
3. Kommentieren
4. Annotieren
5. Weiterleiten
6. Abonnieren
7. Vernetzen

## Nutzung

### Zahl der Nutzer
Das am meisten genutzte soziale Netzwerk der Welt war im Jahr 2022 Facebook. Auch in Deutschland befindet es sich auf Platz eins: 35 % benutzen es mindestens einmal in der Woche, bei jüngeren Menschen liegt es allerdings nur auf Platz drei hinter Instagram und TikTok.

#### Facebook
Das US-amerikanische Unternehmen Meta hatte zunächst Probleme, mit seiner Plattform Facebook auf dem deutschen Markt Fuß zu fassen. Es konnte diese Probleme später überwinden und ist seit 2009 das meistgenutzte soziale Netzwerk in Deutschland. Im Dezember 2011 meldeten sich insgesamt 798,9 Millionen Mitglieder mindestens einmal mit einem eigenen Benutzerkonto bei Facebook an. Dies entsprach einem Wachstum von 214,6 Millionen (+36,7 %) gegenüber Dezember 2010. Asien wies Ende 2011 mit 214,7 Mio. Personen die höchste Mitgliederanzahl auf, gefolgt von Europa (193 Mio.), Nordamerika (174,5 Mio.), Süd- und Mittelamerika (148,5 Mio.) sowie Afrika (55,2 Mio.) und Ozeanien (13,0 Mio.).

#### Instagram
Im Dezember 2010 hatte Instagram eine Million registrierte Benutzer, im Juni 2011 waren es fünf Millionen. Bis Juni wuchs die Mitgliederzahl 2016 auf über 500 Millionen an.

### Nutzung durch Unternehmen
Nutzer können auch Unternehmen sein. Diese präsentieren sich dort mit einem Unternehmensprofil. Sie werden dabei von eigenen Dienstleistern (z. B. PR- oder Werbeagenturen) beraten und unterstützt oder tragen diese Aktivitäten (z. B. im Rahmen der Unternehmenskommunikation) selbst.
Unternehmen nutzen die sozialen Netzwerke unter anderem, um sich als Marke gegenüber (potenziellen) Arbeitnehmern zu positionieren (Employer Branding). Gleichzeitig dienen sie häufig auch der Öffentlichkeitsarbeit oder Vertriebszwecken (Social Commerce) und sind damit immer häufiger Bestandteil von Marketingstrategien. Möglichkeiten, auf Unternehmensprofile in sozialen Netzwerken aufmerksam zu machen, sind die Schaltung von Anzeigen oder die Integration der jeweiligen URL in klassische Werbemittel, am POS (z. B. über QR-Codes) oder in Unternehmenspublikationen. Zum Dialog mit anderen Nutzern wird häufig Community Management eingesetzt. Nehmen auf einem Unternehmensprofil negative Kommentare und Äußerungen seitens der Nutzer zu, spricht man auch von einem Shitstorm.

## Geschichte

### 1980–2000
Bereits in den 1980er Jahren wurde der Grundstein für soziale Netzwerke mit den Bulletin-Board-Systemen (BBS) gelegt. Diese Systeme erlaubten den Austausch von Daten und Nachrichten zwischen mehreren Benutzern auf einer Plattform. Ebenfalls in dieser Zeit entstand das Usenet, eine Plattform für Diskussionen und Nachrichtenaustausch über das Internet.
Als Ende der 1980er und Anfang der 1990er Jahre die Anwendungen Compuserve, Prodigy und AOL erschienen, waren die Grundfunktionen, die heute ein soziales Netzwerk ausmachen, gelegt: Im Gegensatz zu Bulletin-Board-Systemen konnten persönliche Profile erstellt, Veranstaltungen publik gemacht, gechattet und öffentliche und private Nachrichten versendet werden. Diese Anwendungen waren in der Regel nur für Kunden der genannten Netzwerke zugänglich.
Im öffentlich zugänglichen World Wide Web existieren soziale Netzwerke, deren Funktionen über die von reinen Internetforen und Chats hinausgehen, seit Mitte der 1990er Jahre. Eines der ersten Beispiele ist die 1995 gegründete US-amerikanische Schulfreunde-Gemeinschaft Classmates.com. Die 1997 gegründete Online-Community SixDegrees.com vereinigte laut einer Untersuchung von Danah Boyd und Nicole Ellison als erstes soziales Netzwerk die heute üblichen Funktionen von durchsuchbaren Freundeslisten, Profilen und einem Nachrichtensystem auf einer Website.

### 2000–2010
Einen großen Beliebtheitssprung erlebten soziale Netzwerke wenige Jahre nach der Jahrtausendwende, als immer größere Teile der Bevölkerung eine Internetverbindung zur Verfügung hatten und sich ein großer Teil der privaten Kommunikation ins Web verlagerte. Im Jahr 2003 wurde LinkedIn gegründet, im Juli 2003 Myspace, im Januar 2004 folgte Orkut. Das geschäftliche Netzwerk Xing (damals OpenBC) setzte darauf auf. Im Februar 2004 ging Facebook an den Start, zuerst nur für Studenten der Harvard-Universität. Nach und nach wurde das Netzwerk für Studenten anderer US-Universitäten, Highschoolschüler und schließlich für beliebige Nutzer auch außerhalb der Vereinigten Staaten freigegeben. Zu Beginn der 2010er Jahre erlangten soziale Netzwerke erneut einen großen Zulauf, da sich Smartphones, Tablets und andere Geräte, welche primär der mobilen Internetnutzung dienen, ab diesem Zeitpunkt durchsetzten. Zudem funktioniert die mobile Kommunikation heute weniger durch Telefonieren oder das Schreiben von SMS, sondern mehr durch soziale Netzwerke wie Facebook und Twitter.
Im Juli 2005 wurde Myspace für 580 Millionen US-Dollar von der News Corporation gekauft. Am 9. August 2006 meldete Myspace 100 Millionen Nutzer, womit soziale Netzwerke erstmals einer breiten Schicht bekannt waren.
Im November 2005 wurde in Deutschland das Studentenverzeichnis studiVZ gegründet. Anfang 2007 wurde studiVZ von der Verlagsgruppe Georg von Holtzbrinck übernommen, über den Kaufpreis wurde Stillschweigen vereinbart. Jedoch scheiterte der Axel-Springer-Verlag kurz zuvor mit einem Gebot von 120 Millionen Euro. Aufgrund des großen Erfolges in den deutschsprachigen Ländern und des immer größeren Zuwachses an Nicht-Studenten wurden mit schülerVZ und meinVZ fast identische Projekte mit einer anderen Zielgruppe gestartet und zudem Plattformen für Spanien, Italien, Frankreich und Polen aus der Taufe gehoben, welche mangels Erfolgs mittlerweile aber wieder eingestellt wurden. Nachdem schülerVZ bereits im April 2013 geschlossen worden war, folgte am 31. März 2022 die Schließung von studiVZ und meinVZ.
Im Oktober 2007 kündigte Google die OpenSocial-Initiative an. Dadurch wurde es möglich, Inhalte verschiedener sozialer Netzwerke durch eine einheitliche Methode zusammenzuführen. Microsoft kaufte am 25. Oktober 2007 einen Anteil von 1,6 Prozent an Facebook und bezahlte dafür 240 Millionen US-Dollar. Durch diese Transaktion wurde Facebook auf dem Papier 15 Milliarden US-Dollar wert. Vorher wurde ein ähnliches Angebot seitens Google abgelehnt und ein Betrag von einer Milliarde US-Dollar, den Yahoo bezahlen wollte, um Facebook zu übernehmen, nicht angenommen.
Im März 2008 hat AOL, die Internettochter des amerikanischen Medienkonzerns Time Warner, das 2005 gegründete soziale Netzwerk Bebo für 850 Millionen US-Dollar (ca. 545 Millionen Euro) gekauft. Bebo hatte zur Zeit der Übernahme nach eigener Aussage etwa 40 Millionen Nutzer und ist vor allem in Großbritannien populär.
Im August 2008 meldete Facebook 100 Millionen Nutzer.

### 2010–2020
Im Februar 2010 meldete Facebook 400 Millionen Nutzer, am 21. Juli 2010 eine halbe Milliarde Nutzer. Im Oktober 2012 wurden von Facebook erstmals eine Milliarde Nutzer gemeldet.
Im November 2010 wurde die erste Alpha-Version von Diaspora, einem dezentralen sozialen Netzwerk, veröffentlicht. Ein anderes dezentrales soziales Netzwerk, das ebenfalls seit 2010 entwickelt wird, ist Friendica (vormals Friendika). Breiter rezipiert wurde Friendica ab 2012.
Am 28. Juni 2011 startete das Netzwerk Google+ der Google Inc. als direkter Konkurrent zu Facebook.
Im Frühjahr 2012 startete Microsoft ein soziales Netzwerk namens So.cl, das allerdings nur als Technologiestudie konzipiert war und eine Anmeldung bei Facebook voraussetzte. Seit Mitte 2012 kann auch Windows Live für den Login genutzt werden.
Ende 2014 startete mit whispeer das erste Ende-zu-Ende verschlüsselte soziale Netzwerk. Da keine Klarnamen, Telefonnummern oder E-Mail Adressen für die Registrierung erforderlich sind, ist es möglich, anonym zu bleiben. Der Client von whispeer ist Open Source.
Ende 2015 ging das soziale Netzwerk nebenan.de online, eine Plattform zur Förderung der lokalen Nachbarschaftshilfe und -Vernetzung mit über einer Million Mitglieder in Deutschland.
Im April 2019 wurde Google+ eingestellt, nachdem das Netzwerk Facebook nie Konkurrenz machen konnte.
2020 startete mit Clubhouse ein soziales Netzwerk, das Live-Audiogespräche ermöglicht. Die App war im Januar 2021 zeitweise die meist-heruntergeladene iOS-Anwendung in Deutschland.

## Soziale Netzwerke als Anwendungsplattform
Einige soziale Netzwerke fungieren auch als Plattform für neue Programmfunktionen.
Softwareentwickler können die Portalseiten um eigene Programmanwendungen ergänzen, d. h. ihre Benutzerschnittstellen werden in das Portal eingebettet.
Die dazu nötigen Programmierschnittstellen und Entwicklungsumgebungen werden von den Entwicklern zur Verfügung gestellt.
Beispiele sind:
- Facebook Social Graph, eine Programmierschnittstelle für Facebook[25]
- OpenSocial, eine API, welche mehrere soziale Netzwerke umspannt[26]
- Google+ API, Programmierschnittstelle zu Googles Social Layer zum Abrufen öffentlicher Informationen sowie deren Integration in Anwendungen, Apps und Websites[27]

Plattformübergreifend ist die Föderation durch B2B-APIs zu nennen.

## Untersuchung sozialer Netzwerke
Unter anderem erforschen Betriebswirtschaftslehre, Rechtswissenschaften, Ethnologie, Sozialpsychologie, Kommunikationswissenschaft, Computerphysik und Spieltheorie soziale Netzwerke. Dabei spielen Multiplexität und Netzwerkdichte eine Rolle. Die dort entwickelten Verfahren lassen sich auch zur webometrischen Untersuchung des Internets einsetzen. Aus rechtswissenschaftlicher Sicht wird vor allem die Datenschutzproblematik untersucht.
Es zeigt sich, dass soziale Netzwerke von ihrer Struktur oft Kleine-Welt-Netzwerke bilden, in denen die maximale Distanz zwischen einzelnen Einheiten überraschend gering ist („six degrees of separation“).

## Geschäftsmodell durch Unternehmen
Soziale Netzwerke finanzieren sich durch Mitgliedsbeiträge sowie über verschiedene Formen von Werbung und Sponsoring, bei geschäftlichen Netzwerken auch durch Angebote für Personaldienstleister. Da die Zahlungsbereitschaft der Nutzer zumeist gering ist, setzen die meisten Betreiber auf Erlöse aus Online-Werbung. Netzwerke hingegen, die auf Werbung, Sponsoring und Nutzung der Kundendaten vollständig verzichten, konnten sich bisher kaum etablieren.
Da die Dienstbetreiber Zugriff auf den sozialen Graphen der beherbergten Netzgemeinschaft haben, also wissen, welches Mitglied mit welchen anderen Mitgliedern in Verbindung steht, verfügen diese über eine kommerziell interessante Informationsbasis, etwa für zielgruppengerichtete Werbung.

## Kritik
In den letzten Jahren hat sich die Zahl jener Nutzer erhöht, die aus sozialen Netzwerk-Seiten aussteigen. Welche Kritikpunkte für diese Nutzer im Vordergrund stehen, hat eine Studie der Universität Wien aus dem Jahr 2013 am Beispiel von Facebook untersucht. Der meistgenannte Grund waren Sorgen um die Privatsphäre (48 %), gefolgt von einem generellen Missfallen gegenüber der sozialen Netzwerk-Seite (14 %), negativen Erfahrungen mit Freunden auf der sozialen Netzwerk-Seite (13 %) und das Gefühl, süchtig nach der soziale Netzwerk-Seite zu werden (6 %).

### Kommerzialisierung, Macht und politische Einflussnahme
Die meisten der größten sozialen Netzwerke sind heute unter der Kontrolle von einigen der größten Unternehmen der Welt, genannt „Big Tech“. Diese handeln nicht primär gemeinwohlorientiert, sondern selbsterhaltungs- und profitorientiert und unterliegen deshalb bspw. Überwachungskapitalismus und Plattformkapitalismus. Das heißt, für ihren Machterhalt müssen sie Nutzerverhalten intensiv verfolgen und manipulieren (bspw. von ihren „Diensten“ abhängig machen). Die Manipulation erfolgt vor allem durch gezielte Anzeige bzw. Nicht-Anzeige bestimmter Beiträge im individuellen Feed durch eigens dafür trainierte Algorithmen. Das bestehende Oligopol der Internetgiganten ist kaum angreifbar, was unter anderem am Netzwerkeffekt liegt, ihrem Vorsprung an gesammelten Daten sowie der deutlich größeren, fürs Algorithmentraining benötigten Rechenkraft („Künstliche Intelligenz“). Regierungen versuchen seit Kurzem, die derzeitige Situation wieder zu verbessern und die davon ausgehenden Gefahren einzuschränken, bspw. die EU mit den seit 2022 geltenden Gesetzen DSA und DMA. Abgesehen davon kommen allmählich auch nichtkommerzielle Open-Source-Alternativen auf, bspw. das Fediverse mit Mastodon und anderen sozialen Netzwerken.
Soziale Netzwerke erweisen sich neben den klassischen Medien auch als wirkungsvolle Instrumente für Propaganda oder Desinformation durch Staaten oder andere politische Akteure und begleiten andere Varianten hybrider Kriegsführung. Bspw. ist die diktatorische Regierung von China dafür bekannt, über TikTok pro-chinesische Propaganda zu fördern und unliebsame Positionen zu zensieren. Darüber hinaus wird vermutet, dass sie TikTok auch dafür einsetzt, die westliche Bevölkerung durch eigens auf sie zugeschnittene Algorithmen gegeneinander aufzuhetzen, psychisch zu destabilisieren oder gar zu verdummen. Aber auch in den anderen Netzwerken werden vielkritisierte Methoden eingesetzt. Bei der Präsidentschaftswahl in den Vereinigten Staaten 2016 sowie bei dem Volksentscheid in Großbritannien über den Austritt aus der Europäischen Union im selben Jahr („Brexit“) bspw. hatten die überraschenden Gewinner jeweils das Unternehmen Cambridge Analytica engagiert, das sich mit der Erhebung, Auswertung, Anwendung und Zuordnung sowie mit dem Verkauf hauptsächlich im Internet gewonnener persönlicher Daten beschäftigt und Methoden der Psychometrik anwendet, einem Ableger der Psychologie (siehe Psychografie).

### Psychische Gesundheit
Ein weiterer Kritikpunkt betrifft die psychischen Risiken, denen die Nutzer von sozialen Netzwerken ausgesetzt sind. Die oft einseitige, positive Selbstdarstellung der Nutzer und ihrer Erlebnisse auf Seiten wie Facebook und Instagram führt zu einer ständigen Exposition gegenüber Nutzern, denen es scheinbar besser geht als einem selbst. Aufwärtsvergleiche mit physisch attraktiveren und erfolgreicheren Menschen führen dazu, dass Nutzer sowohl ihr eigenes Wohlbefinden als auch ihren eigenen Körper schlechter bewerten. Dieser Effekt ist bei allen Menschen zu beobachten, allerdings bei Frauen deutlich stärker. Eine Studie aus den USA zeigte, dass sich junge Erwachsene mit hoher Nutzung sozialer Netzwerke sozial isolierter fühlen als Personen mit niedrigerer Nutzung sozialer Netzwerke. Dies kann zu Krankheiten führen, wie Depressionen, Schlafstörungen und kardiovaskulären Erkrankungen. Allerdings gibt es widersprüchliche Befunde zu dem Zusammenhang zwischen der Nutzung sozialer Netzwerke und Depressionen.
Weiterhin wird in letzter Zeit vermehrt darüber diskutiert, welche Auswirkungen die Nutzung sozialer Netzwerke auf die Psyche von Nutzern hat. Forschungserkenntnisse deuten darauf hin, dass die Nutzung bei einigen Nutzern zu einer kurzfristigen Erhöhung des Selbstbewusstseins und zu einer Verminderung der Selbstkontrolle führen kann. Ergebnisse von Langzeitstudien hingegen liegen bis dato noch nicht vor.
Außerdem wurden schlechtere Leistungen bei Studierenden beobachtet. Eine deskriptive, explorative Forschungsstudie zeigte einen negativen Einfluss von sozialen Netzwerken auf die Effizienz und die Noten.
Kinder und Jugendliche investieren ihre Zeit eher in soziale Medien, wodurch weniger Zeit für andere entwicklungsförderliche Aktivitäten investiert wird. Genannt als entwicklungsförderliche Aktivitäten werden bspw. Lesen, Sport oder direkte Face-to-face-Interaktion. Außerdem ist im extremsten Fall eine entstehende Sucht negativ mit psychischer Gesundheit und akademischen Leistungen assoziiert.
Um dem schädlichen Einfluss (Sucht, Stress, Depression etc.) entgegenzuwirken, den soziale Medien auf die psychische Gesundheit ausüben können, wird an einem neuen sozialen Netzwerk gearbeitet, das eine „gesündere Alternative“ zu den bisher verfügbaren sozialen Medien bieten soll. Die Plattform namens Maven – der Name leitet sich ab vom hebräischen Wort Mavin (מבין), das „verstehen“ bedeutet  – „verzichtet auf Likes und Follower und überlässt es dem Zufall, was in den Feeds der Nutzer erscheint“. Dadurch sollen unter anderem tiefergehende Diskussionen ermöglicht werden. Die Plattform basiert auf der Arbeit eines Wissenschaftlers im Bereich der künstlichen Intelligenz. Finanziell unterstützt wird das neue Forum von Hauptinvestor Evan Williams, Twitter-Mitbegründer, sowie Sam Altman, CEO von OpenAI.

### Sicherheit
Betrachtet man die sozialen Netzwerke in ihrer Rolle als Anwendungsplattform, so stand hier bisher die Entwicklung von Funktionalität im Vordergrund. Inzwischen beginnt man, sich auch mit Sicherheitsaspekten der Anwendungen dort zu beschäftigen.

## Datenschutzrechtliche Bewertung
Die Erhebung, Speicherung und Weitergabe von personenbezogenen Daten bedarf immer einer Rechtsgrundlage (so § 4 BDSG, beispielsweise § 28 BDSG) oder einer Einwilligung nach § 4a BDSG.
Eine Einwilligung nach § 4a BDSG kann nach den Datenschutzgesetzen nur dann wirksam erteilt werden, wenn sie auf der freien Entscheidung eines informierten Nutzers beruht. Das Problem bei sozialen Netzwerken besteht aber vorwiegend darin, dass die Nutzer formal eingewilligt haben und sich zumeist keine Gedanken über die Gefahren machen und den Netzwerken ein blindes Vertrauen entgegenbringen.
Für eine zulässige Datenverarbeitung nach § 28 BDSG gilt Folgendes: Die datenschutzrechtliche Bewertung und Einordnung steht erst am Anfang. Da die sozialen Netzwerke und Internetgemeinschaften am ehesten mit Vereinen zu vergleichen sind und häufig von Mitgliedern gesprochen wird, stufen Bergmann/Möhrle/Herb das Rechtsverhältnis zwischen einem Betroffenen und der jeweils verantwortlichen Stelle als vertragsähnliches Vertrauensverhältnis im Sinne von § 28 Abs. 1 Satz 1 Nr. 1 BDSG ein. Entsprechend dem Phasenmodell der Datenverarbeitung müsste bereits bei der Erhebung und Speicherung untersucht werden, ob die Daten über den Betroffenen dem vertragsähnlichen Vertrauensverhältnis dienen. Hierbei ist ein strenger Maßstab an die Frage der Erforderlichkeit anzulegen. Aufgrund der Zweckbindung ist eine Übermittlung regelmäßig problematisch, denn ein Netzwerk, welches z. B. für Freizeitzwecke genutzt wird, darf nicht für berufliche Zwecke (Suchanfragen von Arbeitgebern bei Bewerbungen) missbraucht werden. Generell wird man auch die Nutzung durch Suchmaschinen als nicht vom Vertragszweck umfasst ansehen müssen.
Der Europäische Gerichtshof in Luxemburg entschied im Februar 2012, dass die Betreiber von sozialen Netzwerken nicht dazu verpflichtet werden können, die Daten ihrer Nutzer durch Filter nach Urheberrechtsverletzungen zu durchsuchen.

## Filme
- The Social Network von David Fincher (2010)